# Pseudorabdion
Pseudorabdion es un género de serpientes de la familia Colubridae. Se distribuyen por el Sudeste Asiático.

## Especies
Se reconocen los siguientes:
- Pseudorabdion albonuchalis (Günther, 1896)
- Pseudorabdion ater (Taylor, 1922)
- Pseudorabdion collaris (Mocquard, 1892)
- Pseudorabdion eiselti Inger & Leviton, 1961
- Pseudorabdion longiceps (Cantor, 1847)
- Pseudorabdion mcnamarae (Taylor, 1917)
- Pseudorabdion modiglianii Doria & Petri, 2010
- Pseudorabdion montanum Leviton & Brown, 1959
- Pseudorabdion oxycephalum (Günther, 1858)
- Pseudorabdion sarasinorum (Müller, 1895)
- Pseudorabdion saravacense (Shelford, 1901)
- Pseudorabdion sirambense Doria & Petri, 2010
- Pseudorabdion talonuran Brown, Leviton & Sison, 1999
- Pseudorabdion taylori Leviton & Brown, 1959